# Campeonato Mundial de Balonmano Femenino de 2031
El XXX Campeonato Mundial de Balonmano Femenino se celebrará conjuntamente en la República Checa y Polonia en el año 2031 bajo la organización de la Federación Internacional de Balonmano (IHF), la Federación Checa de Balonmano y la Federación Polaca de Balonmano.

## Clasificación
| Competición                      | Fecha | Sede   | Plazas | Equipos clasificados    |
| -------------------------------- | ----- | ------ | ------ | ----------------------- |
| País anfitrión                   | —     | —      | 2      | República Checa Polonia |
| Campeonato Mundial               |       | España |        |                         |
| Campeonato Africano              |       |        |        |                         |
| Campeonato Europeo               |       |        |        |                         |
| Campeonato Asiático              |       |        |        |                         |
| Proceso europeo de clasificación |       | —      |        |                         |
| Campeonato Panamericano          |       |        |        |                         |
| TOTAL                            |       |        | 32     | 2                       |